# Макдоннелл, Рэндал Александр, 10-й граф Антрим
 Рэндал Александр Макдоннелл, 10-й граф Антрим (англ. Randal Alexander McDonnell, 10th Earl of Antrim; род. 2 июля 1967) — землевладелец из Северной Ирландии, владеющий поместьем в замке Гленарм, и лондонский бизнесмен, председатель Sarasin & Partners LLP. Заместитель лорда-лейтенанта графства Антрим.
С 1977 по 2021 год он носил титул учтивости — виконт Данлюс.

## Биография
Единственный сын Александра Макдоннелла, 9-го графа Антрима (1935—2021) , и Сары Элизабет Энн Хармсворт (род. 1941), внук скульптора Анджелы Сайкс (1911—1984). Будущий лорд Антрим получил образование в школе Грешема и Вустерском колледже в Оксфорде, где он окончил факультет современной истории. Он брат леди Флоры Мэри Макдоннелл (род. 1963) и леди Элис Анджелы Джейн Макдоннелл (род. 1964), племянник художника Гектора Макдоннелла .
После Оксфорда виконт Данлюс, как и тогда, начал карьеру в сфере управления активами в лондонском Сити. В 1992 году, когда ему было двадцать пять, отец поручил ему управлять поместьем Glenarm Castle, и в этой роли он инвестировал в Glenarm Shorthorn Beef, Glenarm Organic Salmon и гидроэлектростанции. Замок Гленарм был впервые построен в 1603 году предком Антрима Рэндалом Максорли Макдоннеллом.
Он был инвестиционным менеджером в NCL Investments с 1993 по 1997 год. В 1998 году он начал работать в Sarasin & Partners LLP, председателем которого он был с 2008 года, взяв на себя ответственность за инвестиционные мандаты крупнейших клиентов фирмы и его благотворительные пожертвования. Он руководил созданием присутствия Sarrasin в Дублине, а также является неисполнительным директором Aberdeen Standard Asia Focus PLC. В 2002 году он был членом трех лондонских клубов: Savile, Turf и Beefsteak.
Как лорд Данлюс, в 2004 году Антрим женился на Авроре Ганн (род. 1971), единственной дочери Дэвида Ганна из Олдсворта, графство Глостершир. У них двое детей:
- Достопочтенный Александр Дэвид Сомерлед Макдоннелл (род. 30 июня 2006 г.)
- Достопочтенная Хелена Мейв Аврора Макдоннелл (род. 19 февраля 2008 г.)

Дети учатся в школе в Англии. Леди Антрим — режиссер-документалист и член правления Королевских парков.
В декабре 2013 года в должности Данлюса он был назначен заместителем лейтенанта графства Антрим.
Когда его отец умер 21 июля 2021 года, Антрим унаследовал его пэрство и поместья.
В ноябре 2021 года граф Антрим, министр сельского хозяйства Эдвин Путс и местные дети посадили первые деревья на 350 гектарах нового естественного леса в поместье Антрима в Гленарм-Форест. Путс, который в то время был министром сельского хозяйства, окружающей среды и сельских дел Северной Ирландии, объявил об этом первом в Северной Ирландии проекте по сохранению лесов Queen’s Commonwealth Canopy.